# カルヴィッツァーノ
カルヴィッツァーノ（イタリア語: Calvizzano）は、イタリア共和国カンパニア州ナポリ県にある、人口約1万2000人の基礎自治体（コムーネ）。

## 地理

### 位置・広がり
ナポリ県北西部のコムーネ。ナポリ中心部から北西へ9kmの距離にある。

#### 隣接コムーネ
隣接するコムーネは以下の通り。
- マラーノ・ディ・ナーポリ
- ムニャーノ・ディ・ナーポリ
- クアリアーノ
- ヴィッラリッカ